# سعة مائية متاحة
السعة المائية المتاحة أو المحتوى المائي المتاح (AWC) هو كم الماء المتاح الذي يمكن تخزينه في التربة ويستفاد منه في نمو المحاصيل.
وهذا المفهوم الذي وضعه فرانك فيهمير (Frank Veihmeyer) وآرثر هندريكسون (Arthur Hendrickson)، مبني على أن جاهزية المياه بالنسبة للنباتات تحسب بالفرق بين المحتوى المائي في السعة الحقلية (θfc) وبين نقطة الذبول الدائم (θpwp):
θa ≡ θfc − θpwp
اعترض دانيل هيليل (Daniel Hillel) على هذه النظرية محتجًا بأن مصطلح السعة الحقلية ومصطلح نقطة الذبول الدائم لا يُعرف المقصود منهما بالتحديد وبعدم وجود أساسي مادي يعتمدان عليه واستند أيضًا إلى أن مياه التربة لا تتوفر بنسب متساوية في هذا المدى. وأردف قائلاً بأن المفهوم العملي والمفيد عليه مراعاة خصائص النبات والتربة والأحوال الجوية.
وأشار لورينزو إيه ريتشارد (Lorenzo A. Richards) إلى أن مفهوم الإتاحة شديد السطحية. وأشار إلى أن: مصطلح الإتاحة له معنيان: (أ) قدرة جذر النبات على امتصاص المياه التي يلامسها واستغلالها، (ب) استعداد أو سرعة تحرك مياه التربة إلى الداخل لتحل محل المياه التي يمتصها النبات.